# Альянс за патриотическую переориентацию и созидание
Альянс за патриотическую переориентацию и созидание (АППС) — политическая партия в Гамбии, основанная военными, организовавшими государственный переворот 1994 года. Партия была создана в 1996 году для поддержки кампании их предводителя Яйя Джамме на президентских выборах 1996 года.
Джамме выиграл и на президентских выборах 2001 года набрав 52,8 %. Успехи его партии были таковы: на выборах 2002 года она получила 45 из 48 мест в национальной ассамблее Гамбии, 33 на безальтернативной основе, так как выборы были бойкотированны оппозиционной Объединённой демократической партией.
На выборах 2007 и 2012 годов АППС также получила абсолютное большинство голосов: 42 из 48 и 43 из 48 соответственно.